# Programm-Shift
Der Programm-Shift ist eine Erweiterung der Programmautomatik bei Fotoapparaten. Diese Funktion erlaubt das manuelle Übersteuern der Programmautomatik. Bei einer normalen Programmautomatik wird die Kombination aus Verschlusszeit und Blendenzahl nach einem in der Kameraelektronik festgelegten Programm eingestellt, und zwar in Abhängigkeit von rein technischen Parametern wie Lichtwert und Brennweite des Objektivs. Der Programm-Shift erlaubt es dem Fotografen, diesen „Vorschlag“ der Kamera zu ändern, d. h. eine andere Zeit-Blenden-Kombination zu wählen, ohne dabei die Lichtmenge zu ändern, die bei der Belichtung auf den Film bzw. den CCD-Bildwandler kommt. 